# Marienfließ
Marienfließ é um município da Alemanha, situado no distrito de Prignitz, no estado de Brandemburgo. Tem 76,89 km² de área, e sua população em 2019 foi estimada em 697 habitantes.